# 琉球大学短期大学部
琉球大学短期大学部（日语：／ Ryūkyū Daigaku Tanki Daigakubu *）是过去一所位于日本冲绳县中头郡西原町的国立短期大学。

## 概要

### 简介
- 琉球大学成立于1949年。短期大学为于1967年开办由于琉球政府、同时开始招収男女学生。于1972年经营组织变更为日本国立短期大学、以后招生到1993年、停办于1996年[1][2]。

### 历史
- 1967年 琉球大学短期大学部成立由琉球政府立。并同时设置六个学科、以下列举[2][3]。
  - 法政科
  - 经济科
  - 商科
  - 英语科
  - 机械科
  - 电机科
- 1972年 变更为日本国立短期大学、全部学科各自变更为、以下列举。
  - 法政科⇒法经学科法政学专攻
  - 经济科⇒同经济学专攻
  - 商科⇒同经营学专攻
  - 英语科⇒英语学科
  - 机械科⇒机械工程学科
  - 电机科⇒电机工程学科
- 1993年 最后一年招生、次年停止招生（正式停办于1996年9月30日[1]）。

## 学校环境
- 校区：位於冲绳县中头郡西原町[注 1]

## 历任校长
- 砂川惠伸：最后一任[4]。

## 组织

### 学科

#### 从1972年-1993年招生
- 法经学科第二部
  - 法政学专攻
  - 经济学专攻
  - 经营学专攻
- 英语学科第二部
- 机械工程学科第二部
- 电机工程学科

#### 从1967年到1971年招生
- 法政科
- 经济科
- 商科
- 英语科
- 机械科
- 电机科

### 专科
- 没有

### 业余课程
- 没有

## 知名校友
- 真荣平仁：搞笑艺人